# Stora Målgölen
Stora Målgölen är en sjö i Åtvidabergs kommun i Småland och ingår i Vindåns huvudavrinningsområde.